# Luminox
Luminox ist eine Schweizer Uhrenmarke, die 1989 ursprünglich von dem US-Amerikaner Barry Cohen in San Rafael, Kalifornien gegründet wurde. Die Uhren werden schwerpunktmäßig für das Militär hergestellt bzw. konzipiert.

## Geschichte

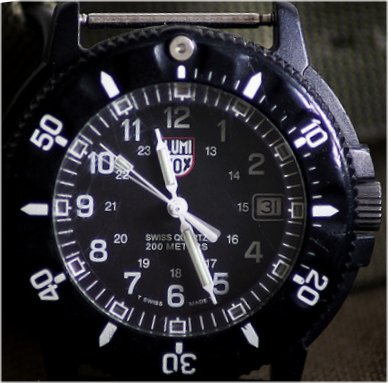
Luminox Navy Seals

Luminox Watch Company ist ein 1989 gegründetes US-amerikanisches Unternehmen mit Hauptsitz in San Rafael, Kalifornien. Schon damals wurden die Uhren ausschließlich in der Schweiz produziert. Im Jahr 2006 erwarb die Schweizer Marke Mondaine eine 50-prozentige Beteiligung an der Firma Luminox, was Mondaine einen erweiterten Zugang zum amerikanischen Markt und Luminox einen erweiterten Zugang zu den europäischen und asiatischen Märkten verschaffte. Im Jahr 2016 übernahm Mondaine Watch Ltd. die verbleibende Hälfte von Luminox, um alleiniger Eigentümer zu werden. Deshalb erfüllen sie die seit 2017 in der Schweiz geltenden Regeln für die Kennzeichnung als Swiss made.
Die Marke wird in über 50 Länder exportiert. Die Uhren sind in der mittleren bis gehobenen Preisklasse von 250–2000 Euro (Stand 2022). Die meisten Modelle sind mit Quarzwerken ausgestattet, einige, zumeist aus der gehobenen Preisklasse, verfügen aber auch über mechanische Uhrwerke wie z. B. die Mariner Serie.
Die Zeitanzeige dieser Uhren ist auch nachts ablesbar. Dies wird durch Tritiumgasleuchten in miniaturisierten Glaskapseln erreicht. Mondaine nennt diese Technik Luminox-Light-Technology LLT. Die Leuchtelemente werden von der Schweizer Firma mb-microtec ag hergestellt.
Luminox stellt vor allem Uhren für verschiedene Teilstreitkräfte des Militärs, mit kundenspezifischen Insignien und Designs her. Abnehmer sind anderem das Heliswiss -Team, die US-Küstenwache, die US-Luftwaffe und eine Vielzahl anderer Spezialeinheiten weltweit.

## Produktlinien
Luminox bietet vier Linien wasserdichter Uhren mit den Bezeichnungen Sea, Air, Land und Space an. Mittlerweile existieren auch Fälschungen. Es wird berichtet, dass die gefälschten Luminox-Uhren glänzender sind als die Originale und falsche Schriftnummern auf dem Zifferblatt haben.